# Rats & Star
Rats & Star (ラッツ&スター Rattsu ando Sutā), som först kallade sig Chanels, är en manlig J-popgrupp med tonvikt på doo-wop-influerad musik. Gruppens namn är ett palindrom, med den dolda syftningen att "råttor", som vuxit upp i stans mindre välsituerade kvarter, vänder på sina framtidsutsikter och blir till en kollektiv "stjärna" genom att sjunga doo-wop.
Gruppen uppträdde på den ryktbara nattklubben Whisky a Go Go i Los Angeles två år i följd. Medlemmarna har skingrats, men flera rider fortfarande på vågen som tidigare japansk idol-status.
Gruppen leddes av sångaren Masayuki Suzuki - Martin. 2007 var han fortfarande aktiv som solosångare.
Gruppens mest kände medlem är tenorvokalisten Masashi Tashiro - Marcy. Han lär ha dragit sig tillbaka från underhållningsbranschen efter ha blivit straffad för ett par uppmärksammade förseelser.
Nobuyoshi Kuwano - trumpet och vocal, Kuwa-man, var en tredje medlem som fortfarande 2007 var aktiv som TVuppträdande, ibland tillsammans med Tashiro. Han medverkade även som trumpetare i Suzukis solo-konsertturer.

## Diskografi

### Chanels
- Runaway (1980)
- Tonight (1980)
- Machikado Twilight (1981)
- Hurricane (1981) (med en bejublad cover av Puffy AmiYumi)
- Namida no Sweet Cherry (1981)
- Akogare no Slender Girl (1982)
- Summer Holiday (1982)
- Moshikashite I LOVE YOU (1982)
- Shuumatsu Dynamite (1982)

### Rats & Star
- Me-Gumi no Hito (1983)
- T-shirt ni Kuchibiru (1983)
- Konya wa Physical (1983)
- Moonlight Honey (1984)
- Glamour Guy (1984)
- Kuchibiru ni Knife (1984)
- Madonna wa Omae Dake (1985)
- Lady Eccentric (1985)
- Lonely Chaplain (1986) (duett med Kiyomi Suzuki)
- Yume de Aetara (reunion, 1996)